# Championnat du Gabon de football 1989
Navigation
Saison précédente Saison suivante
La saison 1989 du Championnat du Gabon de football est la treizième édition du championnat de première division gabonaise, le Championnat National. Il se déroule sous la forme d’une poule unique avec douze formations, qui s’affrontent à deux reprises, à domicile et à l’extérieur. En fin de saison, le dernier du classement est relégué et remplacé par le champion de deuxième division.
C'est l'AS Sogara qui remporte le championnat cette saison, après avoir terminé en tête du classement final, avec un seul point d’avance sur le tenant du titre, l'USM Libreville et deux sur la JAC Port-Gentil. C'est le second titre de champion du Gabon de l'histoire du club.

## Les clubs participants
| - USM Libreville - Vantour Club Mangoungou - FC 105 Libreville - AS Sogara - JAC Port-Gentil - US Oyem | - Locomotive FC - Shellsport FC - Petrosport FC - Delta FC - Promu de D2 - Cercle Sportif Batavéa - AS Mangasport |

## Compétition

### Classement
| Rang | Équipe                  | Pts | J  | G  | N | P  | Bp | Bc | Diff |
| ---- | ----------------------- | --- | -- | -- | - | -- | -- | -- | ---- |
| 1    | AS Sogara               | 31  | 22 | 13 | 5 | 4  | 48 | 27 | +21  |
| 2    | USM LibrevilleT         | 30  | 22 | 14 | 2 | 6  | 39 | 22 | +17  |
| 3    | JAC Port-Gentil         | 29  | 22 | 12 | 5 | 5  | 43 | 21 | +22  |
| 4    | Petrosport FCC          | 27  | 22 | 11 | 5 | 6  | 39 | 24 | +15  |
| 5    | Delta FCP               | 25  | 22 | 11 | 3 | 8  | 36 | 25 | +11  |
| 6    | Cercle Sportif Batavéa  | 24  | 22 | 11 | 3 | 8  | 40 | 34 | +6   |
| 7    | FC 105 Libreville       | 23  | 22 | 9  | 5 | 8  | 24 | 22 | +2   |
| 8    | Vantour Club Mangoungou | 20  | 22 | 7  | 6 | 9  | 28 | 31 | -3   |
| 9    | Locomotive FC           | 20  | 22 | 6  | 8 | 8  | 34 | 46 | -12  |
| 10   | Shellsport FC           | 14  | 22 | 6  | 2 | 14 | 28 | 39 | -11  |
| 11   | AS Mangasport           | 12  | 22 | 4  | 4 | 14 | 28 | 53 | -25  |
| 12   | US Oyem                 | 8   | 22 | 2  | 4 | 16 | 16 | 63 | -47  |

|  | Qualification pour la Coupe des clubs champions africains 1990         |
|  | Qualification pour la Coupe des Coupes 1990                            |
|  | Participation au barrage de promotion-relégation                       |
|  | Relégation directe en deuxième division                                |
|  | T : Tenant du titre C : Vainqueur de la Coupe du Gabon P : Promu de D2 |

### Matchs

#### Barrage de promotion-relégation
Le 11e du Championnat National affronte le vice-champion de deuxième division pour déterminer le dernier club participant au championnat la saison prochaine.
| Équipe 1      | Résultat | Équipe 2               | Aller | Retour |
| ------------- | -------- | ---------------------- | ----- | ------ |
| AS Mangasport | 7 - 2    | (D2) Mach 2 Libreville | 5 - 0 | 2 - 2  |

- Les deux formations se maintiennent dans leur championnat respectif.

## Bilan de la saison
| Championnat du Gabon de football 1989                             |                       |
| Champion                                                          | AS Sogara (2e titre)  |
| Coupes et trophées                                                |                       |
| Vainqueur de la Coupe du Gabon 1989                               | Petrosport FC         |
| Qualifications continentales                                      |                       |
| Coupe d'Afrique des clubs champions 1990                          | AS Sogara             |
| Coupe des Coupes 1990                                             | Petrosport FC         |
| Promotions et relégations                                         |                       |
| Promus en Championnat National                                    | AS Douanes Libreville |
| Relégués en Championnat du Gabon de football de deuxième division | US Oyem               |